# وادی غیر

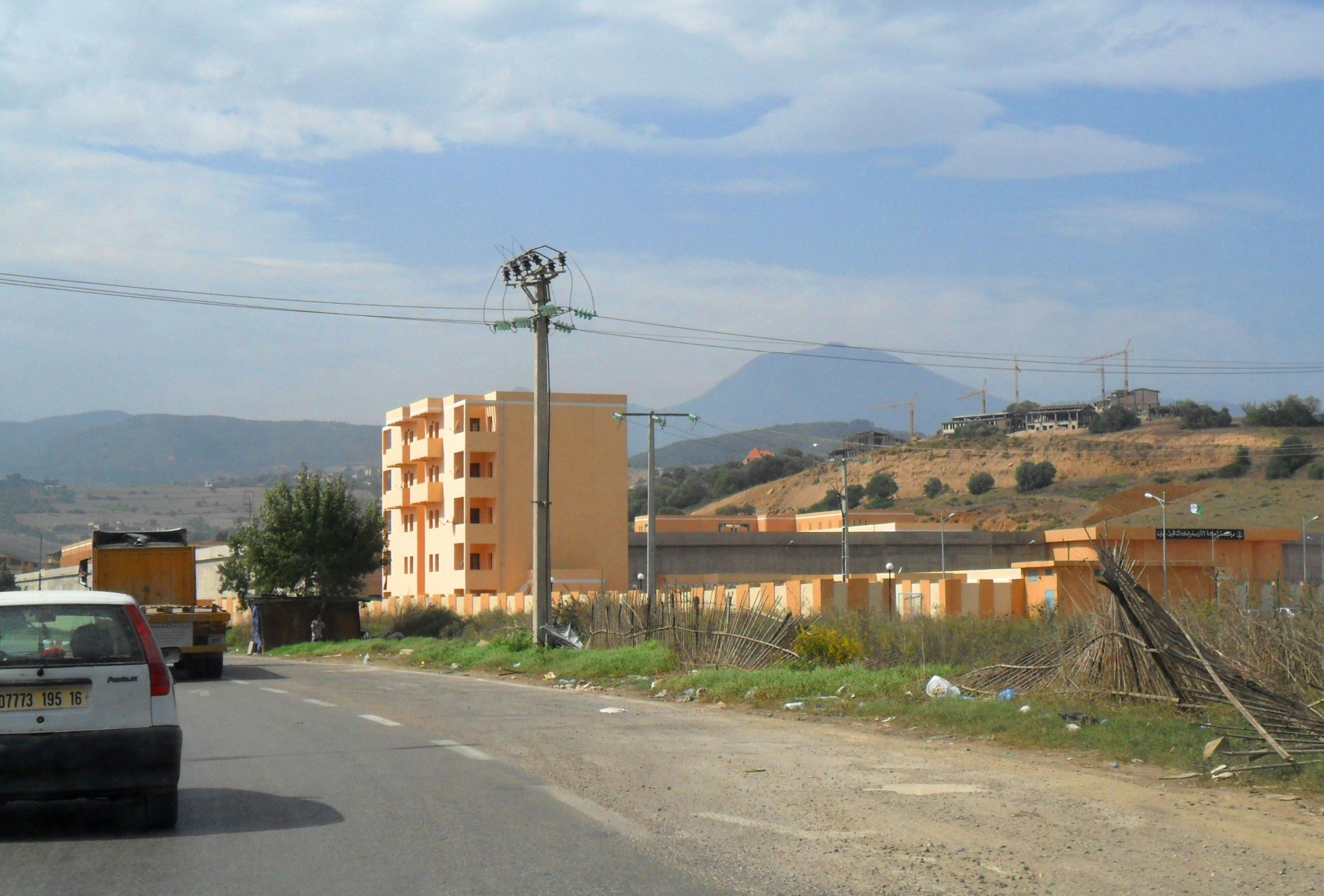
وادی غیر

وادی غیر (به عربی: وادي غير) یک شهرداری در الجزایر است که در استان بجایه واقع شده‌است.